# Actéon (Charpentier)
Pour les articles homonymes, voir Actéon (homonymie).
Actéon est un petit opéra de chasse de la période baroque, une tragédie en musique en six scènes, écrit par Marc-Antoine Charpentier (Opus H.481 & H.481a), basé sur le mythe grec d'Actéon.

## Histoire
Il est très peu probable que cet opéra ait été écrit pour une représentation à l’Hôtel de Guise, la résidence parisienne palatiale de Marie de Lorraine, duchesse de Guise, protectrice de Charpentier. En effet, l’œuvre a été copiée dans un carnet à numéro romain, ce qui suggère fortement qu’il s’agissait d’une commande extérieure ; et la distribution globale des voix et des instruments ne correspond pas à celle de l’ensemble Guise de l’époque. Bien que le patron et le lieu de représentation demeurent inconnus, la date peut être déterminée avec une précision considérable : la saison de chasse printanière de 1684. Plus tard dans l’année (vraisemblablement pour la saison de chasse d’automne), il a été révisé pour changer la tessiture du rôle-titre (peut-être chanté à l’origine par Charpentier) en une partie de soprano, et a été rebaptisé « Actéon changé en biche ». 
L’auteur du livret est inconnu, mais l’intrigue est inspirée d'une histoire tirée des Métamorphoses d’Ovide. Dans cette histoire, le chasseur Actéon découvre accidentellement la déesse Diane, nue alors qu'elle se baigne en compagnie de ses nymphes. Il essaie de se cacher, mais est découvert, et Diane dans sa colère le transforme en cerf ; il est alors poursuivi et dévoré par ses propres chiens.
Cette histoire est la même que celle racontée dans l’air « Oft she visits this lone mountain » (« Souvent elle visite cette montagne solitaire ») de l'opéra Didon et Énée de Henry Purcell, joué pour la première fois en 1689.

## Personnages

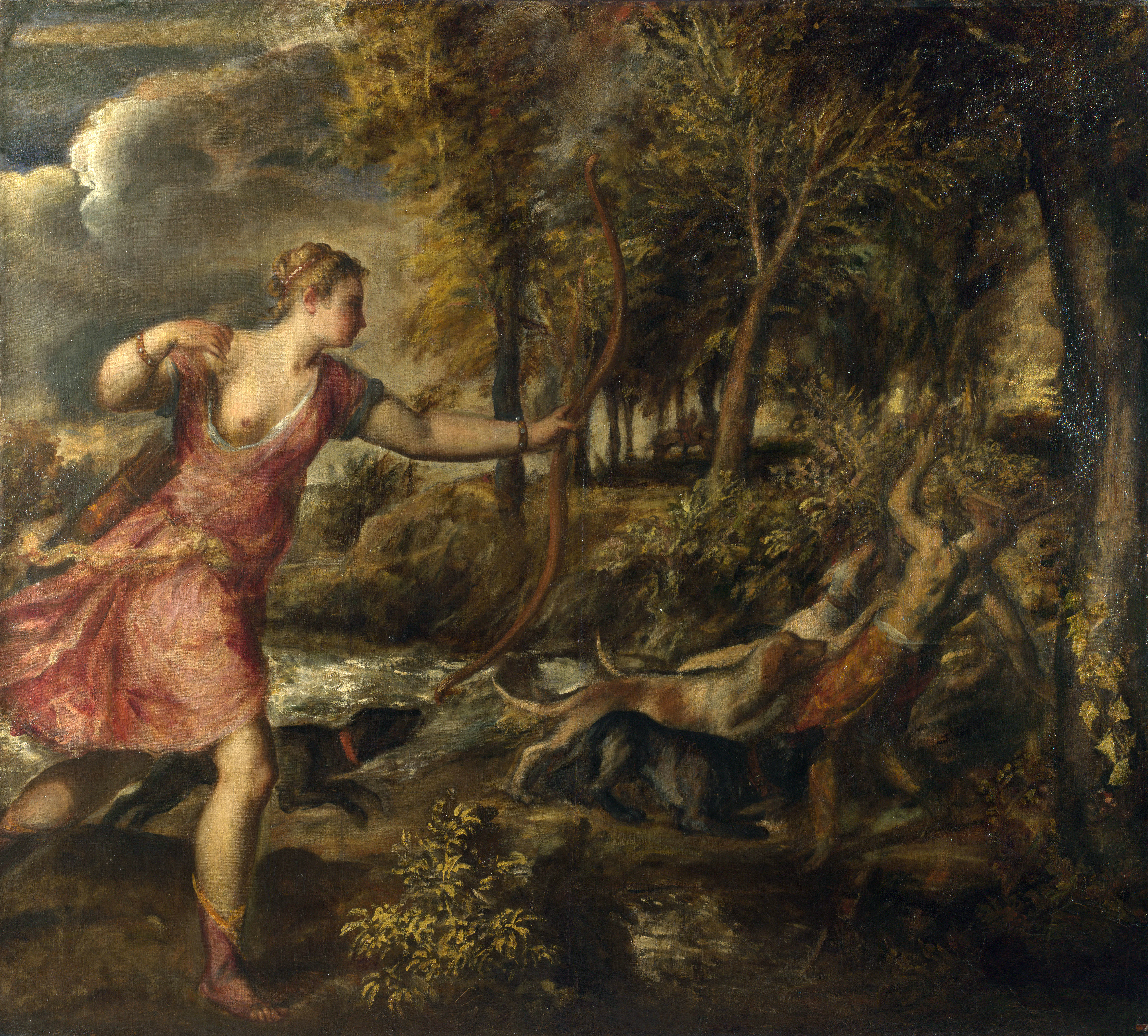
Actéon par Titien.

| Rôle                       | Registre vocal | Interprètes de la première représentation, 1683-5 |
| -------------------------- | -------------- | ------------------------------------------------- |
| Actéon, un chasseur        | haute-contre   | Charpentier                                       |
| Diane, Déesse de la chasse | soprano        | Jacqueline-Geneviève de Brion                     |
| Junon, Reine des dieux     | mezzo-soprano  |                                                   |
| Hyale                      | mezzo-soprano  |                                                   |
| Aréthuse                   | soprano        |                                                   |
| Daphné                     | soprano        |                                                   |

## Représentations
- 1985, Festival d'Edimbourg (août), Opéra Royal de Versailles (3 octobre, avec Anacréon de Jean-Philippe Rameau)[3], costumes de Patrice Cauchetier, mise en scène Pierre Barrat Les Arts florissants, dir. William Christie.
- 2001, Grand Théatre de Bordeaux (25 janvier, avec Dido & Aeneas), costumes de Christian Lacroix, mise en scène Vincent Boussard, Les Arts florissants, dir. William Christie.
- 2004, Opéra Royal de versailles (5 octobre), Orchestre et Chœur de l'Académie Baroque Européenne d'Ambronay, direction Christophe Rousset.
- 2007, Miskolc, Hongrie, International Opera Festival (22 juin), House of the Arts, Orfeo Orchestra & Purcell Choir, dir György Vashegyi, mise en scène Csaba Káel.
- 2008, Boston, New England Conservatory's Jordan Hall (29 novembre), Boston Early Music Festival, dir. Paul O'Dette & Stephen Stubbs, mise en scène Gilbert Blin.
- 2009, Agde, Chapelle de l'école Anatole France (20 septembre), Festival Ivresses lyriques, Ensembles vocaux Phonem et Euridice, dir. Eric Laure, mise en scène Philippe Van Eslande.
- 2010, Théatre Impérial de Compiègne (16 janvier), Les Talents Lyriques, dir. Christophe Rousset.
- 2010, Moscou, Tchaikovsky Concert Hall (8 octobre) - Saint Petersbourg, Théatre Mariinsky (10 octobre) - Valladolid, Centro Cultural Miguel Delibes (13 octobre), Les Arts Florissants, dir. Wiliam Christie.
- 2012, Londres, Wigmore Hall (12 janvier), Early Opera Company, dir. Christian Curnyn.
- 2013, Emmanuelle Haïm dirige Le Concert d'Astrée à l'Opéra de Dijon (1er et 3 février) et à l'Opéra de Lille (5,6,8,9 mars) avec une mise en scène de Damien Caille-Perret.
- 2013, Washington - Kennedy Center Theater (1er et 2 mai), Opera Lafayette Orchestra dir. Ryan Brown, mise en scène Seán Curran.
- 2018, Chateau de Versailles (du 30 novembre au 2 décembre), Tafelmusik Baroque Orchestra dir. David Fallis, mise en scène Marshall Pinkosky.
- 2020, l'oeuvre a été également jouée au Théâtre du Châtelet en décembre et diffusé en streaming sur Arte en février 2021. Mise en scène de Benjamin Lazar, direction d'orchestre Geoffroy Jourdain, ensemble « Les Cris de Paris ».

## Enregistrements
- William Christie, Les Arts Florissants. CD Harmonia Mundi Musique d'Abord, 1982, 1951095.
- William Christie, Les Arts florissants, mise en espace Vincent Boussard, costumes Christian Lacroix. DVD Aller Retour Production 2007.
- Paul O'Dette et Stephen Stubbs, Boston Early Music Festival. CD, Classic Produktion Osnabrück, 2009, 777 613–2.